# 桓宣吉
桓宣吉（韓語：환선길，？—918年），泰封國及高麗王朝初期將領。
桓宣吉原為泰封國弓裔的將軍，以勇壯而知名。918年，高麗太祖王建發動政變，推翻弓裔，建立高麗王朝。桓宣吉與弟弟桓香寔輔佐太祖登位有功，太祖拜桓宣吉為馬軍將軍，以之為心腹，經常令他率領精銳部隊宿衛皇宮。桓宣吉之妻認為士兵都聽從於他，且有大功，但朝政都掌握在他人手中，煽動他舉兵。於是桓宣吉圖謀不軌，結交軍士，準備乘隙發動兵變。馬軍將軍卜智謙知其逆謀，秘密報告給了太祖。太祖認為反跡尚未洩露，沒有對其採取行動。一日，太祖與數名學士在大殿之上討論國政，桓宣吉率五十餘人自東廂闖入內庭，直欲犯之。太祖策杖而立，高聲怒叱，桓宣吉見其神色自若，懷疑埋伏有甲士，率逆黨逃走，在毬庭全部被抓獲殺死。其弟桓香寔後至，得知政變失敗，也逃走，被追兵殺死。
《高麗史》將桓宣吉列為叛逆。

## 影視形象
- 白仁哲（朝鲜语：백인철 (배우)） - 2000年~2002年, 《太祖王建》, KBS